# 赫斯羅德 (紐約州)
赫斯羅德（英語：Hess Road）是位於美國紐約州尼亞加拉縣的非建制地區。

## 歷史
赫斯羅德的郵局於1847年設立，其後於1895年停運。

## 地理
赫斯羅德所處的海拔為高於海平面104米（即341英呎），而該地所採用的時區為UTC-5，即北美东部时区（EST）。同時該地設有夏令時間，為UTC-5調快一小時，即UTC-4（EDT）。